# Escallonia micrantha
Escallonia micrantha är en tvåhjärtbladig växtart som beskrevs av Johannes Mattfeld. Escallonia micrantha ingår i släktet Escallonia och familjen Escalloniaceae. Inga underarter finns listade i Catalogue of Life.